# Limbi mayașe
A nu se confunda cu limba mayașă clasică — cea mai veche membră atestată istoric a familiei de limbi mayașe.
Limbile mayașe sau limbile Maya reprezintă o familie de limbi vorbite în Mesoamerica și în nordul Americii Centrale. Limbile Maya sunt vorbite de cel puțin 6 milioane de mayași indigeni, în special în Guatemala, Mexic, Belize și Honduras. În 1996, Guatemala a recunoscut oficial 21 de limbi mayașe, în timp ce Mexic recunoaște cu opt mai mult.

## Listă de limbi

| Familia | Ramura              | Subgrupuri       | Subgrupuri             | Subramura              | Limba         | CODUL-ISO                                            | Vorbitori                                                  |
| ------- | ------------------- | ---------------- | ---------------------- | ---------------------- | ------------- | ---------------------------------------------------- | ---------------------------------------------------------- |
| Mayașe  | Cholan–Tzeltalan    | Ch'ol            | Cholan                 | Cholan                 | Chontal       | chf                                                  | 55.000 în Mexic                                            |
| Mayașe  | Cholan–Tzeltalan    | Ch'ol            | Cholan                 | Cholan                 | Ch'ol         | ctu                                                  | 134.000 în Mexic                                           |
| Mayașe  | Cholan–Tzeltalan    | Ch'ol            | Chortian               | Chortian               | Ch'orti'      | caa                                                  | 30.000 în Guatemala                                        |
| Mayașe  | Cholan–Tzeltalan    | Ch'ol            | Chortian               | Chortian               | Ch'olti'      | qjt Arhivat în 8 octombrie 2011, la Wayback Machine. | (dispărută)                                                |
| Mayașe  | Cholan–Tzeltalan    | Tzeltalan        | Tzeltalan              | Tzeltalan              | Tzeltal       | tzh                                                  | 190.000 în Mexico                                          |
| Mayașe  | Cholan–Tzeltalan    | Tzeltalan        | Tzeltalan              | Tzeltalan              | Tzotzil       | tzo                                                  | 264.000 în Mexico                                          |
| Mayașe  | Huastecan           | Huastecan        | Huastecan              | Huastecan              | Chicomuceltec | cob                                                  | dispărută                                                  |
| Mayașe  | Huastecan           | Huastecan        | Huastecan              | Huastecan              | Huastec       | hus                                                  | 132.000 în Mexic                                           |
| Mayașe  | Q'anjobalan–Chujean | Chujean          | Chujean                | Chujean                | Chuj          | cac                                                  | 41.000 în Guatemala 9.500 în Mexico                        |
| Mayașe  | Q'anjobalan–Chujean | Chujean          | Chujean                | Chujean                | Tojolab'al    | toj                                                  | 36.000 în Mexic                                            |
| Mayașe  | Q'anjobalan–Chujean | Q'anjob'alan     | Q'anjob'al–Jakaltek    | Q'anjob'al–Jakaltek    | Jakaltek      | jac                                                  | 89.000 în Guatemala 10.000 în Mexic                        |
| Mayașe  | Q'anjobalan–Chujean | Q'anjob'alan     | Q'anjob'al–Jakaltek    | Q'anjob'al–Jakaltek    | Q'anjob'al    | kjb                                                  | 78.000 în Guatemala                                        |
| Mayașe  | Q'anjobalan–Chujean | Q'anjob'alan     | Q'anjob'al–Jakaltek    | Q'anjob'al–Jakaltek    | Akatek        | knj                                                  | 49.000 în Guatemala 10.000 în Mexic                        |
| Mayașe  | Q'anjobalan–Chujean | Q'anjob'alan     | Mocho' (Mototzintleco) | Mocho' (Mototzintleco) | Mocho'        | mhc                                                  | 170 în Mexico                                              |
| Mayașe  | Quichean–Mamean     | Greater Mamean   | Ixilean                | Ixilean                | Awakatek      | agu                                                  | 18.000 în Guatemala                                        |
| Mayașe  | Quichean–Mamean     | Greater Mamean   | Ixilean                | Ixilean                | Ixil          | ixl                                                  | 69.000 în Guatemala                                        |
| Mayașe  | Quichean–Mamean     | Greater Mamean   | Mamean                 | Mamean                 | Mam           | mam                                                  | 430.000 în Guatemala 11.000 în Mexic                       |
| Mayașe  | Quichean–Mamean     | Greater Mamean   | Mamean                 | Mamean                 | Tektitek      | ttc                                                  | 1.300 în Guatemala 1.000 în Mexic                          |
| Mayașe  | Quichean–Mamean     | Greater Quichean | Q'eqchi'               | Q'eqchi'               | Q'eqchi       | kek                                                  | 400.000 în Guatemala 12.000 în El Salvador 9.000 în Belize |
| Mayașe  | Quichean–Mamean     | Greater Quichean | Poqom                  | Poqom                  | Poqomam       | poc                                                  | 49.000 în Guatemala                                        |
| Mayașe  | Quichean–Mamean     | Greater Quichean | Poqom                  | Poqom                  | Poqomchi'     | poh                                                  | 92.000 în Guatemala                                        |
| Mayașe  | Quichean–Mamean     | Greater Quichean | Quichean proper        | Quiche– Achi           | Achi          | acr                                                  | 85.000 în Guatemala                                        |
| Mayașe  | Quichean–Mamean     | Greater Quichean | Quichean proper        | Quiche– Achi           | K'iche'       | quc                                                  | 2.333.000 în Guatemala                                     |
| Mayașe  | Quichean–Mamean     | Greater Quichean | Quichean proper        |                        | Kaqchikel     | cak                                                  | 451.000 în Guatemala                                       |
| Mayașe  | Quichean–Mamean     | Greater Quichean | Quichean proper        | Tz'utujil              | tzj           | 84.000 în Guatemala                                  |                                                            |
| Mayașe  | Quichean–Mamean     | Greater Quichean | Sakapultek             | Sakapultek             | Sakapultek    | quv                                                  | 37.000 în Guatemala                                        |
| Mayașe  | Quichean–Mamean     | Greater Quichean | Sipakapense            | Sipakapense            | Sipakapense   | qum                                                  | 8.000 în Guatemala                                         |
| Mayașe  | Quichean–Mamean     | Greater Quichean | Uspantek               | Uspantek               | Uspantek      | usp                                                  | 3.000 în Guatemala                                         |
| Mayașe  | Yucatecană          | Mopan–Itza       | Mopan–Itza             | Mopan–Itza             | Itza'         | itz                                                  | † (în Guatemala)                                           |
| Mayașe  | Yucatecană          | Mopan–Itza       | Mopan–Itza             | Mopan–Itza             | Mopan         | mop                                                  | 8.000 în Belize 2.600 în Guatemala                         |
| Mayașe  | Yucatecană          | Yucatec–Lacandon | Yucatec–Lacandon       | Yucatec–Lacandon       | Lacandon      | lac                                                  | 1000 în Mexic                                              |
| Mayașe  | Yucatecană          | Yucatec–Lacandon | Yucatec–Lacandon       | Yucatec–Lacandon       | Yucatec Maya  | yua                                                  | 740.000 în Mexic 5.000 în Belize                           |